# Fernán Caballero

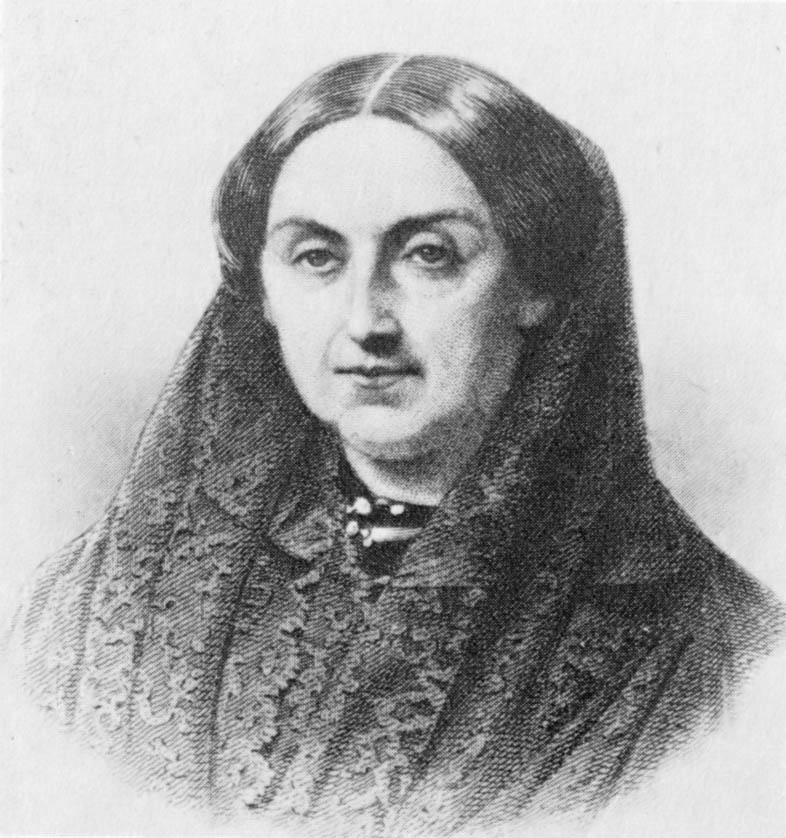
Fernán Caballero

Fernán Caballero (pe numele adevărat Cecilia Francisca Josefa Böhl de Faber y Larrea; n. 24 decembrie 1796, Morges⁠(d), cantonul Vaud, Elveția – d. 7 aprilie 1877, Sevilla, Andaluzia, Spania) a fost o prozatoare spaniolă (născută în Elveția), cu contribuții importante în fondarea romanului modern din această țară.

## Opera
- 1849: Pescărușul („La gaviota”), opera sa cea mai însemnată, care o consacrează drept creatoare a romanului modern spaniol;
- 1852: Clemencia, roman;
- 1856: Familia Alverada („La familia Alverada”);
- 1860: Datorii plătite („Deudas pagadas”), povestiri cu caracter costumbrist, ce se remarcă prin realismul descrierii personajelor și peisajelor.